# Bosquerola del Canadà
La bosquerola del Canadà o bosquerola canadenca (Cardellina canadensis) és una espècie d'ocell de la família dels parúlids (Parulidae) que habita el pis inferiors dels boscos, pantans i arbusts als corrents fluvials d'Amèrica del Nord, des d'Alberta i centre de Saskatchewan, cap a l'est, a través del sud del Canadà fins Nova Escòcia i cap al sud fins al nord-est dels Estats Units. Passa l'hivern al nord d'Amèrica del Sud.